# Peuce

Evolución histórica del Delta del Danubio (año 1 a 2015 d. C.) donde se aprecia la ubicación de la Isla Peuce (Peuce Island) entre el año 1 y el 500.

 Isla Peuce (del griego; Peuke = “pino”), nombre con que los antiguos griegos y romanos conocían una gran isla de la desembocadura en el delta fluvial del Danubio, Rumania, en la región conocida entonces como Dacia, y que superaba en tamaño a la isla de Rodas.
En ella el rey de la tribu tracia de los tribalos, Sirmio, se refugió cuando era acosado por las tropas de Alejandro Magno. Alejandro consideró muy arriesgado seguir decididamente a los tribalios, y Sirmio consiguió proteger sus fuerzas en la isla, pero el sitio y las derrotas de sus aliados getas lo motivaron a negociar la paz.
También se piensa que esta isla fue el lugar de nacimiento en 370 o 375 de Alarico I, rey de los visigodos entre los años 395 y 410.
No se le debe confundir con la pequeña y abrupta isla de Leuce (o Leuke), actual Isla de las Serpientes, ubicada costa afuera en el Mar Negro, frente a Peuce.